# 多积海
多积海是一个位于中国四川省德格县的湖泊，面积约为4.5平方千米。